# Dendrita
Les dendrites (del grec δενδρίτης, "arbre") són prolongacions protoplasmàtiques ramificades, bastant curtes, de la cèl·lula nerviosa. Són terminals de les neurones i tenen un paper en la recepció d'estímuls, car serveixen de receptors d'impulsos nerviosos provinents d'un axó pertanyent a una altra neurona.
Tenen quimioreceptors capaços de reaccionar amb els neurotransmissors enviats des de les vesícules sinàptiques de la neurona presinàptica, sent fonamentals per la transmissió correcta dels impulsos quimioelèctrics a través de la via nerviosa composta per les neurones aferents i eferents.

## Conducció nerviosa
L'arbre dendrític i el pericari constitueixen parts receptives de la cèl·lula i són essencials per la transmissió de l'impuls nerviós. Això és degut al fet que, en resposta a l'estímul per part d'altres cèl·lules, el potencial de membrana d'una cèl·lula excitable es despolaritza. És precisament quan aquest potencial es despolaritza més enllà d'un cert límit que es dispara un potencial d'acció, que es propaga per la membrana, atenuant-se a mesura que s'allunya del punt excitat.